# Anomala latiungula
Anomala latiungula är en skalbaggsart som beskrevs av Lin 1981. Anomala latiungula ingår i släktet Anomala och familjen Rutelidae. Inga underarter finns listade i Catalogue of Life.